# Hugo Nünlist
Hugo Nünlist (* 16. März 1910; † 24. Oktober 1990) war ein Schweizer Höhlenforscher und Autor.

## Leben und Wirken
Hugo Nünlist war von Beruf Lehrer. Ab Mitte der 1940er Jahre engagierte er sich vor allem in der Höhlenforschung. 1948 nahm er gemeinsam mit Alfred Bögli die Erforschung des Hölloches auf. 1949 gründete er mit Hans Schluchtner und Bruno Baur eine erste «Arbeitsgemeinschaft Höllochforschung». Später wurde er technischer Leiter bei der Erforschung des Hölloches und entdeckte einen Eingang zu einem Gangsystem der Höhle. 1960 schied er aus der «Arbeitsgemeinschaft Höllochforschung» aus und brach 1962 alle Brücken zur Höllochforschung ab.
Hugo Nünlist war von 1950 bis 1979 Redaktor des Mitteilungsblattes der Sektion Pilatus des Schweizer Alpen-Clubs. Er verfasste Bücher zum Pilatus, zum Maderanertal, zur Göscheneralp und zur Schweizer Expedition nach Spitzbergen.
Hugo Nünlist war ein Bruder von Robert Nünlist.

## Schriften
- Der Pilatus und seine Geheimnisse. Schweizerisches Jugendschriftenwerk, Zürich 1948.
- Abenteuer im Hölloch. Zehn Jahre Höhlenforschung. Huber, Frauenfeld 1960.
- Spitzbergen. Gipfel über dem nördlichen Eismeer. Erlebnisse und Ergebnisse der Schweizer Spitzbergen-Expedition 1962. Orell Füssli, Zürich 1963. 
  - Englisch: Spitsbergen. The story of the 1962 Swiss-Spitsbergen expedition. Aus dem Deutschen von Oliver Coburn. Kaye, London 1966.
- Anton Schürmann und der Pilatus. Sektion Pilatus des Schweizer Alpen-Clubs, Luzern 1964.
- Aus vergangenen Tagen der Göscheneralp. Murbacher, Luzern 1967.
- Das Maderanertal einst und jetzt. Murbacher, Luzern 1968.